# 韋爾斯利群島
韋爾斯利群島（Wellesley Islands）是澳洲卡奔塔利亞灣南部的一座群島，行政上屬於昆士蘭州摩寧頓郡政府管轄。

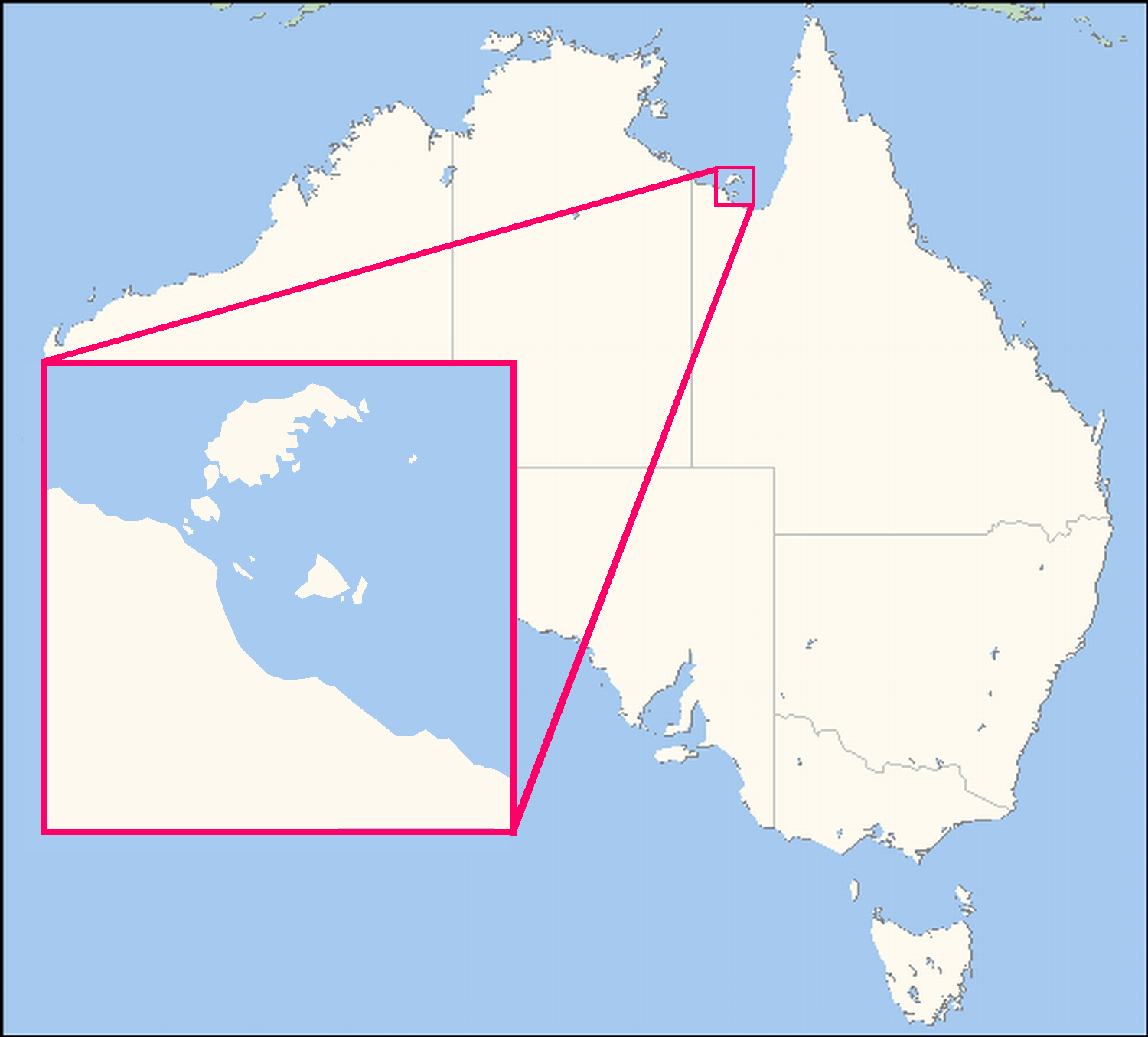
韋爾斯利群島的位置

韋爾斯利群島總面積1,007平方公里，最大的島是莫寧頓島。群島最早在1802年由馬修·福林達斯繪製在地圖上，他以當時的印度總督韋爾斯利侯爵為此群島命名。